# Fernando Sáenz Lacalle
Fernando Sáenz Lacalle (ur. 16 listopada 1932 w Cintruénigo, zm. 28 kwietnia 2022 w La Libertad) – hiszpański duchowny rzymskokatolicki posługujący w Salwadorze, w latach 1995-2008 arcybiskup San Salvador.

## Życiorys
Święcenia kapłańskie przyjął 9 sierpnia 1959. 22 grudnia 1984 został prekonizowany biskupem pomocniczym Santa Ana ze stolicą tytularnąTabbora. Sakrę biskupią otrzymał 6 stycznia 1985. 3 lipca 1993 został mianowany administratorem apostolskim ordynariatu polowego Salwadoru, pozostał nim do 19 czerwca 1997. 22 kwietnia 1995 objął rządy w archidiecezji San Salvador. 27 grudnia 2008 przeszedł na emeryturę.